# Alexandre Pons
Abate Alexandre Pons ( * 1838 - 1893 ) fue un religioso, y botánico francés. Trabajó conjuntamente con su colega el también abate Etienne L.H. Goaty (1830-1890), y realizaban sus publicaciones en "Bull. Soc. Bot. France", "Fl. Anal. Alpes-mar.", "Consp. Fl. Eur.", entre 1867 y 1887.
Su tesis doctoral en la Universidad de Montpellier, en 1908, versó sobre "El Plan de parcelado francés"

## Otras publicaciones

### Libros
- 1910. Propos de piété (Acerca de la piedad). Ed. Téqui. xvii + 108 pp.

- La abreviatura «Pons» se emplea para indicar a Alexandre Pons como autoridad en la descripción y clasificación científica de los vegetales.[2]